# Great Polish Map of Scotland

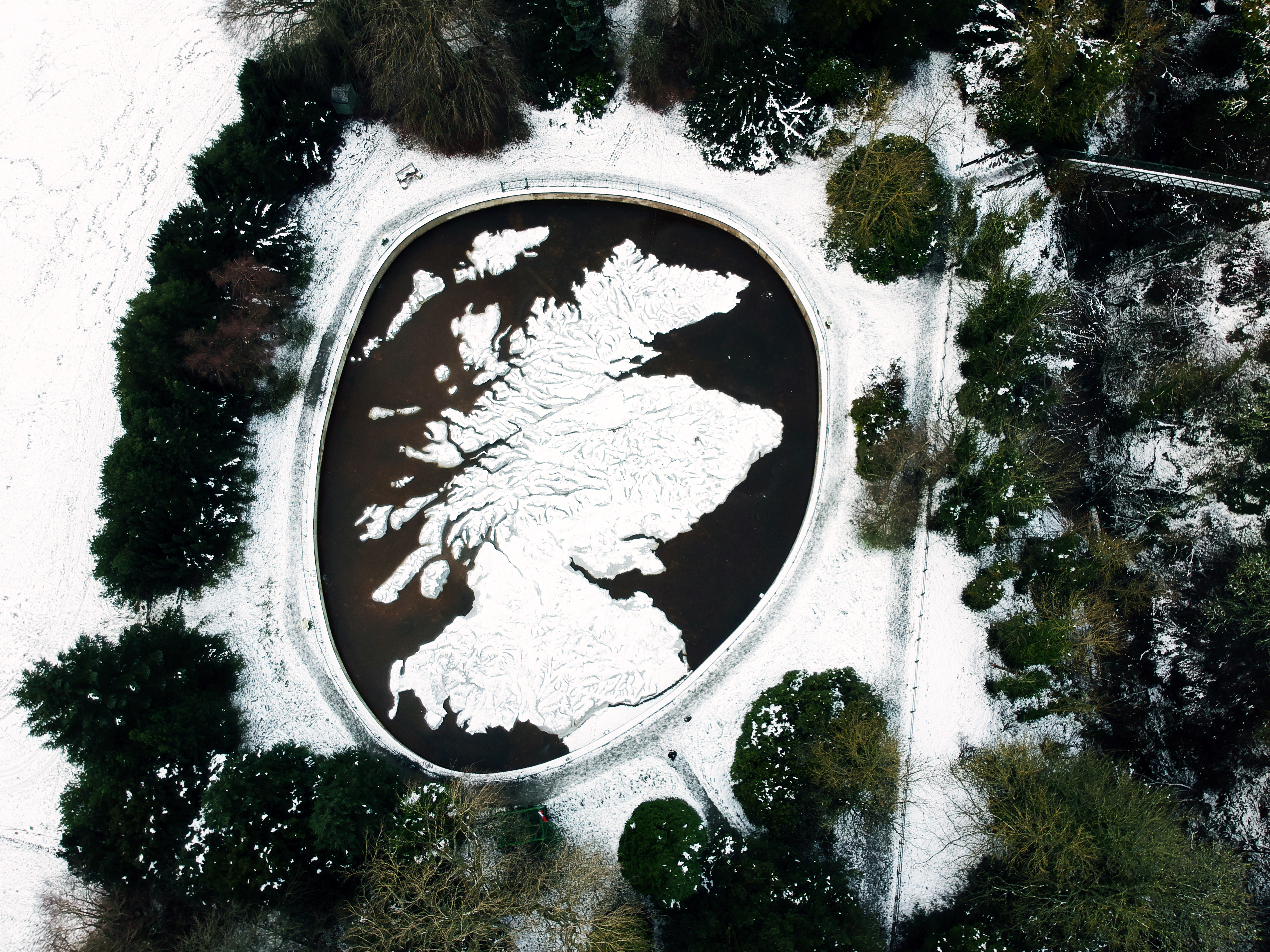
Luftbild der schneebedeckten Great Polish Map of Scotland, Dezember 2017

Die Great Polish Map of Scotland (auch Mapa Scotland von poln. mapa Szkocji) ist ein westlich von Eddleston in Schottland gelegenes, etwa 50 × 40 m großes Reliefmodell von Schottland (mit Ausnahme der Orkney- und der Shetlandinseln) im Maßstab 1 : 10.000. Sie ist das mit Abstand größte topografische Reliefmodell dieser Art im Vereinigten Königreich und die größte dreidimensionale Karte eines Landes weltweit. Sie wurde in den 1970er Jahren geschaffen und steht seit 2012 unter Denkmalschutz (Kategorie B).

## Geschichte

### Vorgeschichte

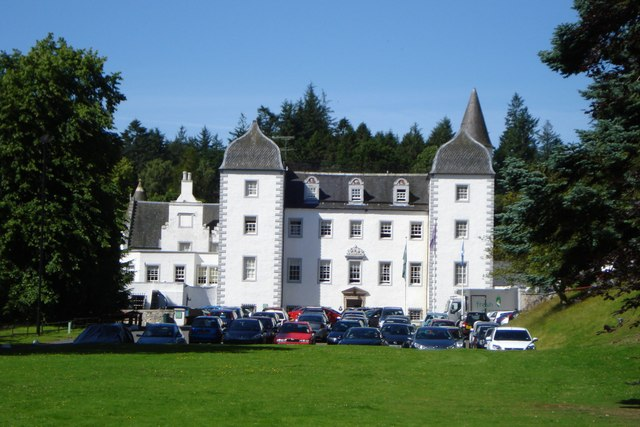
Barony Castle, 2008

Die Entstehung der Great Polish Map of Scotland geht zurück auf den Polen Jan Tomasik. Geboren in Krakau, wurde er zunächst Maurer. Nach dem deutschen Überfall auf Polen wurde er in das Polnische Heer eingezogen. Nach einer Verwundung gelangte er über Ungarn zunächst nach Frankreich, wo er unter dem Kommando von General Stanisław Maczek als Soldat der Polnischen Streitkräfte im Westen weiter gegen die Deutschen kämpfte. Nach einer weiteren Verwundung wurde er nach Schottland gebracht. 1942 heiratete er eine schottische Krankenschwester. Im gleichen Jahr wurde er der neu aufgestellten 1. Panzerdivision zugeteilt, mit der er ab Juli 1944 u. a. in der Normandie, Belgien, den Niederlanden und schließlich in Deutschland kämpfte. 1945 kehrte er nach Schottland zurück und wurde dort ein erfolgreicher Hotelier.
1968 erwarb Tomasik Black Barony (auch Barony Castle genannt) in Eddleston südlich von Edinburgh. In Teilen noch aus dem 16. Jahrhundert stammend, war das mehrfach erweiterte Gebäude 1926 zu einem Hotel umgebaut worden. Im Zweiten Weltkrieg wurde es beschlagnahmt und diente den polnischen Exilstreitkräften zunächst als Hauptquartier für Maczeks 10. gepanzerte Kavalleriebrigade und später als Ausbildungsstützpunkt für Stabsoffiziere. Als Tomasik das Objekt übernahm, war es allerdings in schlechtem Zustand, sodass umfangreiche Renovierungsmaßnahmen nötig waren. Die meisten Maurerarbeiten führte er selbst aus. Seine Tochter Catherine und ihr Ehemann Marek Raton übernahmen die Leitung des Hotels.
General Maczek war nach dem Krieg, wie viele Exilpolen, ebenfalls in Schottland geblieben. Bis zu Tomasiks Tod 1991 verband die beiden Männer eine tiefe Freundschaft. Tomasik stellte Maczek im Black Barony Hotel auch ein Zimmer zur Verfügung, in dem er mit seiner Familie die Sommerfrische verbringen konnte. Inwieweit Maczek Einfluss auf Tomasiks Idee hatte, eine maßstabsgetreue Reliefdarstellung von Schottland zu errichten, ist unklar.

### Planung und Bau

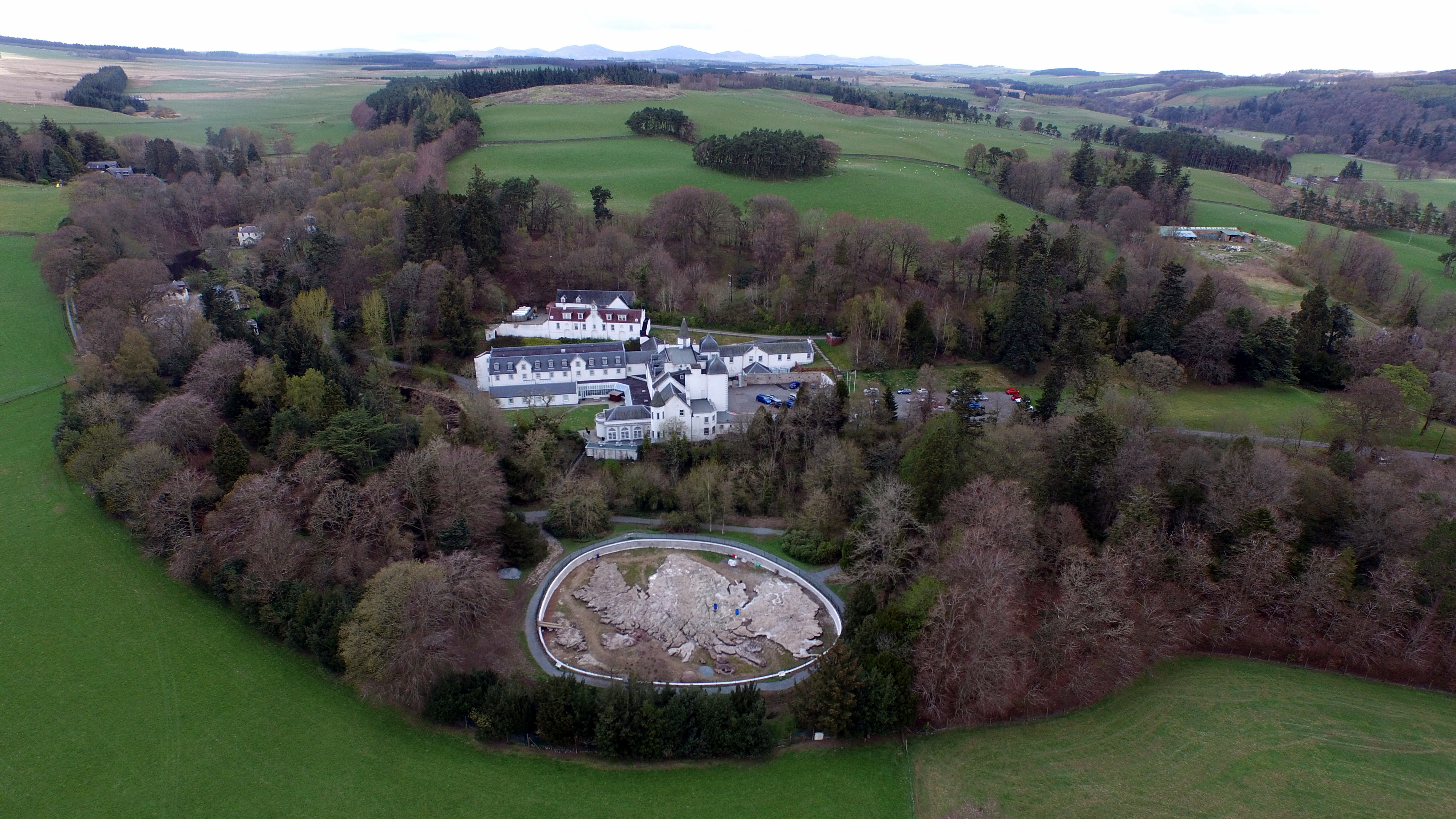
Barony Castle mit der Great Polish Map of Scotland im Vordergrund

Anfang der 1970er Jahre waren die Beziehungen zwischen dem Vereinigten Königreich und Polen trotz des Kalten Kriegs so gut, dass Tomasik seine Idee Professor Mieczyslaw Klimaszewski vortragen konnte. Klimaszewski war Leiter des Instituts für Geographie an der Jagiellonen-Universität in Krakau, Mitglied des polnischen Staatsrats sowie seit 1961 Mitglied der Deutschen Akademie der Naturforscher Leopoldina. Er stellte den Kontakt zu dem frisch promovierten Kazimierz Trafas her, der zusammen mit seinem Kollegen Roman Wolnik 1974 erstmals nach Schottland reiste und die Leitung des Projekts übernahm. Die benötigten Daten entnahm Trafas einem Atlas des in Edinburgh ansässigen Verlags Collins Bartholomew.
Trafas entschloss sich, parallel zum großen Modell noch ein kleineres aus Gips im Maßstab 1 : 500.000 anfertigen zu lassen, das im Schlosshotel ausgestellt werden könnte. Bei der Herstellung dieses Modells wurde erstmals eine elektronisch gesteuerte Fertigungsmaschine verwendet. Das fertige Modell, von dem auch Kunststoffreliefs abgeformt wurden, wurde in vier Teilen nach Schottland gebracht. Sein Verbleib ist unklar.
Das große Relief sollte unmittelbar südlich des Barony Castle Hotel entstehen. Nachdem der Bauplatz planiert worden war, wurden mithilfe eines kartesischen Koordinatensystems zunächst die Küstenlinie sowie drei Höhenlinien auf den Baugrund übertragen und bis zur entsprechenden Höhe aufgemauert. Dabei lag die Küstenlinie einen halben Meter über dem Boden, während die Höhenlinien in der Realität 300 m, 600 m und 900 m über dem Meeresspiegel entsprachen. Das Innere der Umrandungen wurde mit Beton ausgegossen.
In den folgenden Jahren wurde das Team von mehreren weiteren Mitarbeitern der Universität, polnischen Austauschstudenten sowie einigen Mitarbeitern des Hotels unterstützt. Sie formten die Details der Geländekontur von Hand aus Beton, wobei die Berggipfel zuvor durch vertikale Stäbe markiert worden waren. 1976 waren die Arbeiten am Relief im Wesentlichen abgeschlossen, bis 1979 war auch das umgebende Becken fertiggestellt.
Im selben Jahr verließen Catherine und Marek Raton das Hotel. Aus gesundheitlichen Gründen musste sich Jan Tomasik 1981 aus dem Geschäftsleben zurückziehen und die Leitung der Hotelgruppe an seinen Sohn Jan Tomasik jun. abgeben.
Nach einem Brand im Hotel 1981 stand dessen Wiederaufbau im Vordergrund. So wurde beispielsweise ein ursprünglich geplanter Steg aus Metall, auf dem die Besucher über die Great Polish Map of Scotland hätten spazieren können, nie verwirklicht. 1985 wurde das Hotel geschlossen und verkauft. In den folgenden Jahren versuchte Jan Tomasik jun. vergeblich, Investoren für eine Fortsetzung des Hotelbetriebs zu gewinnen. Jan Tomasik sen. starb 1991. Das Relief geriet in Vergessenheit.

### Wiederentdeckung und Restaurierung

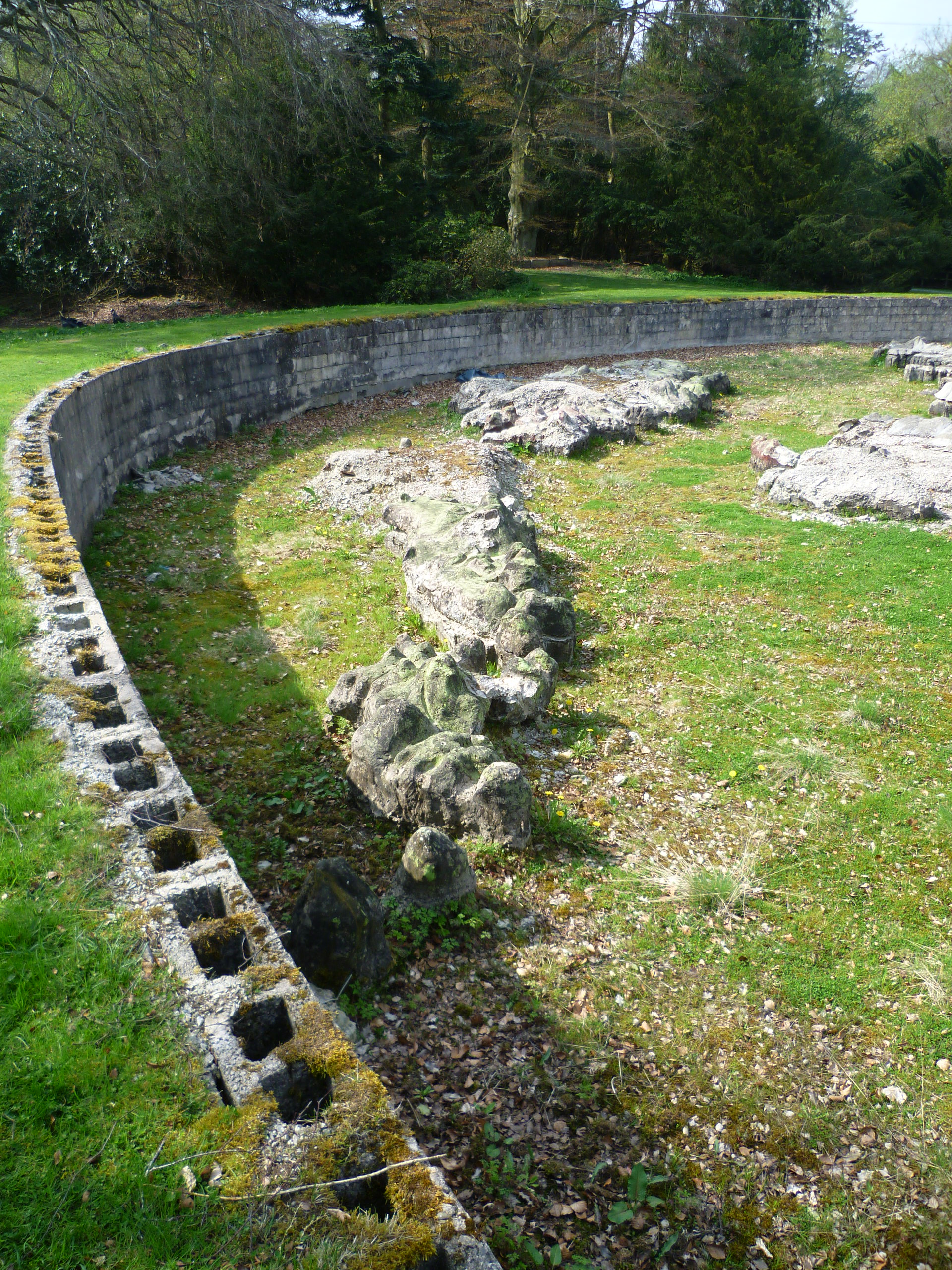
Ein Teil der Umfassungsmauer mit dem Modell der Äußeren Hebriden vor der Instandsetzung (2011)

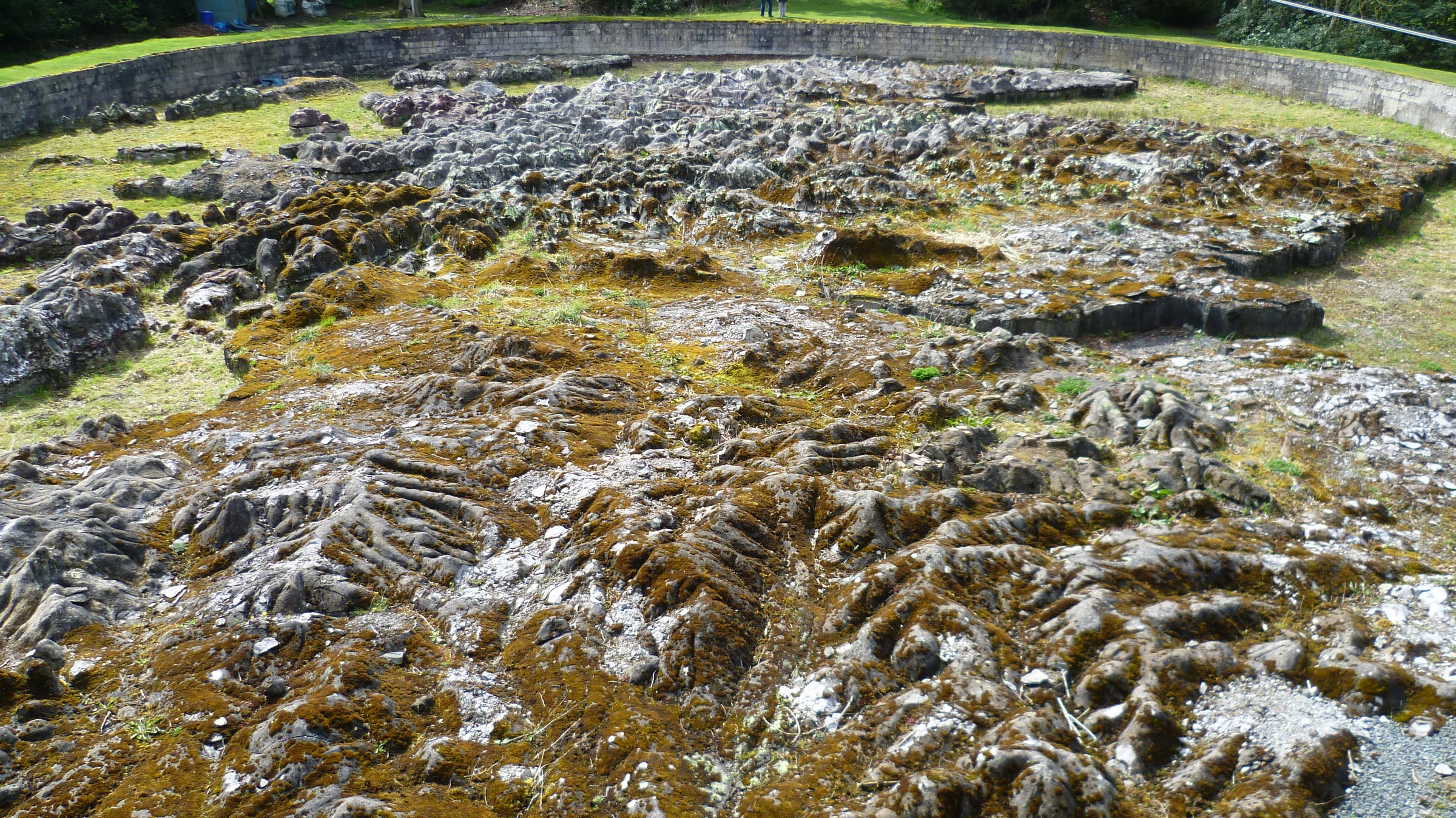
Blick über Schottland von der englisch-schottischen Grenze aus (2012)

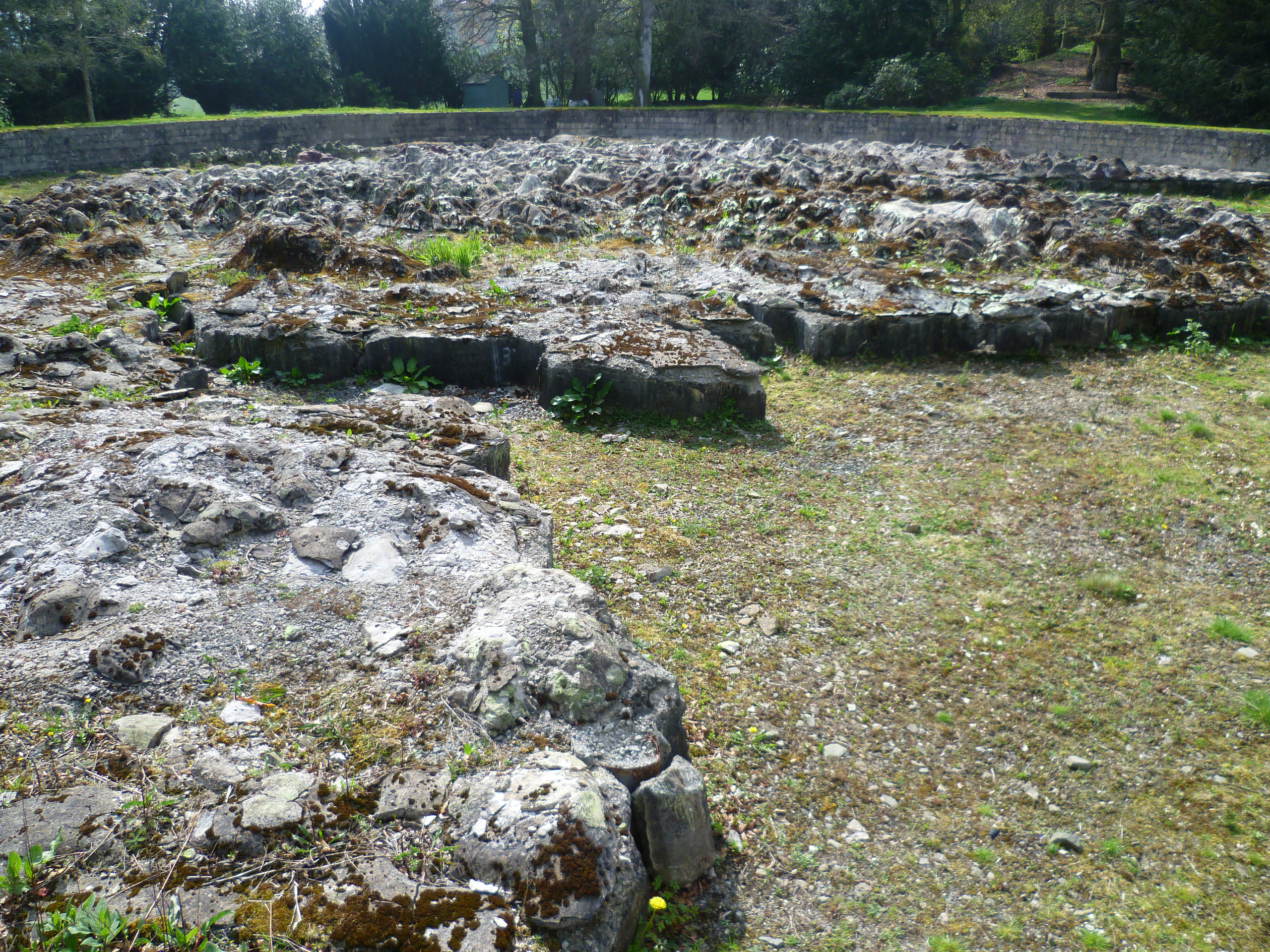
Blick über den Firth of Forth auf Fife (2011)

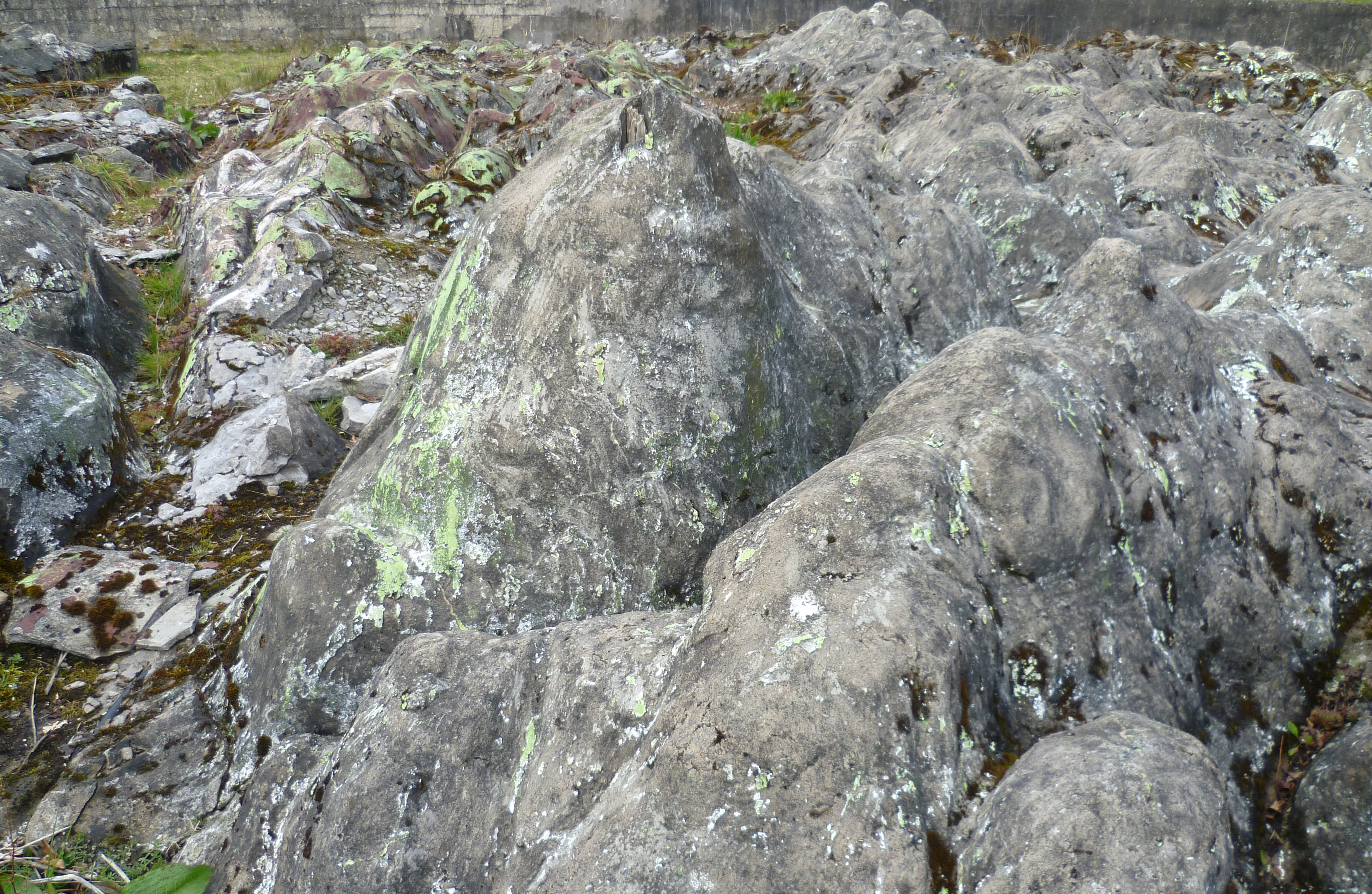
Ben Nevis, der höchste Berg Großbritanniens (2012)

Mitte der 1990er Jahre war das Bauwerk durch Witterungseinflüsse, vor allem Frost, stark geschädigt und praktisch völlig zugewachsen.
1994 kam Kazimierz Trafas anlässlich einer Tagung nach Edinburgh und erzählte dort einem Architekten namens David Cameron von dem Relief, das er zwanzig Jahre zuvor für Tomasik gebaut hatte. Cameron versprach, sich der Sache anzunehmen. Zwei Jahre später entdeckte der Ingenieur Keith Burns, der an einer Konferenz im (inzwischen wiedereröffneten) Barony Castle Hotel teilnahm, das Relief zufällig im dichten Gestrüpp. Im Laufe seiner Recherchen stieß er dann auf Cameron. Zusammen mit einigen Mitstreitern gründeten sie 2010 unter dem Namen Mapa Scotland eine Bürgerinitiative zur Restaurierung und Erhaltung des Bauwerks. Noch im gleichen Jahr wurde damit begonnen, den Bewuchs zu entfernen und Schutt zu beseitigen. 2012 wurde Mapa Scotland als gemeinnütziger Verein anerkannt. Im August desselben Jahres wurde die Great Polish Map of Scotland unter der Kategorie B in das schottische Denkmalverzeichnis aufgenommen.
Im September 2012 fand auf Initiative der SNP-Abgeordneten Christine Grahame eine Debatte im Schottischen Parlament über die Karte statt, die im Livestream auch auf Polnisch übersetzt wurde. Es war das erste Mal, dass eine Debatte des schottischen Parlaments simultan in eine andere Sprache als Scots oder Gälisch übersetzt wurde. In ihrem Antrag warb Grahame dafür, dass das Parlament das Projekt unterstütze. Die Great Polish Map of Scotland sei nicht nur „ein bemerkenswertes Beispiel für die topografische Landschaftsmodellierung unter Einbeziehung wegweisender Vermessungs- und Bautechniken“, sondern „erinnere auch an die wichtige Rolle der polnischen Streitkräfte bei der Verteidigung Schottlands im Zweiten Weltkrieg und sei ein Zeichen des Danks an die schottische Bevölkerung für die Gastfreundschaft und Freundschaft, die dem polnischen Volk nicht nur während der Kriegsjahre, sondern auch in den folgenden Jahrzehnten zuteil wurde“.
Nachdem eine ausreichende Finanzierung sichergestellt war, konnte 2014 mit der eigentlichen Restaurierung begonnen werden.
Zunächst mussten 250 Tonnen Schutt beseitigt werden, die teilweise für den Bau neuer, stabiler Fundamente wiederverwendet wurden. Beim Bau des Reliefs waren in den 1970er Jahren zahlreiche ausgediente Blechdosen aus dem Hotel als Füllmaterial verwendet worden, die nun verwittert waren und ersetzt werden mussten. Insgesamt wurden bis 2017 14 m³ bzw. 34 Tonnen frostsicherer Beton und Mörtel neu eingebracht. Außerdem verlegten die Helfer 300 m Rohre und dichteten den Boden des Beckens mit Bentonit ab.
Zusätzlich zur eigentlichen Restaurierung wurde aus Sicherheitsgründen rund um das Becken ein Zaun gezogen. Außerdem wurden rollstuhlgerechte Wege angelegt, Sitzbänke und Informationstafeln aufgestellt sowie ein neuer stählerner Aussichtsturm errichtet, der den Besuchern einen Ausblick auf das Modell ermöglicht, welcher einem Blick aus 45 km Höhe auf das echte Schottland entspricht.
Die meiste Arbeit leisteten Freiwillige, die zeitweise vom 2. Bataillon des Royal Regiment of Scotland (The Royal Highland Fusiliers) unterstützt wurden.
2017 wurde das Relief von der schottischen Denkmalschutzbehörde Historic Environment Scotland per Laser gescannt, um aus den gewonnenen Daten ein interaktives, online verfügbares 3D-Modell zu erstellen.
Am 12. April 2018 konnte das restaurierte Bauwerk in Anwesenheit von polnischen und schottischen Regierungsvertretern feierlich eingeweiht werden.

## Beschreibung
Das Relief ist etwa 50 × 40 m groß und befindet sich in einem annähernd ovalen, 1,5 Meter tiefen Becken mit einer 142 m langen, gemauerten Außenwand und einer Fläche von 1590 m². Die dargestellte Landfläche allein bedeckt 780 m². Der Maßstab beträgt 1 : 10.000 mit einer fünffachen Überhöhung. Der höchste Berg Schottlands, der Ben Nevis mit einer realen Höhe von 1343 m über dem Meeresspiegel, erhebt sich im Modell also 67 cm über die Wasseroberfläche bzw. 117 cm über den Boden des Wasserbeckens.
Die Darstellung ist nicht nach Norden hin orientiert, sondern gegenüber der Wirklichkeit um etwa 90° gegen den Uhrzeigersinn gedreht.
Das Becken kann für eine realistische Darstellung der Küsten und Inseln mit Wasser aus dem nahegelegenen Flüsschen Dean Burn geflutet werden, wobei der „Meeresspiegel“ 50 cm über dem Boden des Beckens liegt. Vor der Restaurierung war das nur vorübergehend möglich, da das Wasser im porösen Untergrund versickerte. Das Modell verfügt außerdem über ein Rohrsystem, um auch die Flüsse mit echtem Wasser nachbilden zu können. Dieses Rohrsystem wurde zwar schon bei der Errichtung des Reliefs eingebaut, aber erst im Zuge der Restaurierung in einen voll funktionsfähigen Zustand versetzt.
Nach der Fertigstellung in den 1970er Jahren wurde die Oberfläche des Reliefs mit Kunstharz beschichtet und dann farbig bemalt. Die Grundfarbe war grau. Wälder wurden grün dargestellt, größere Städte hellbraun, wichtige Straßen rot und Gewässer blau. Auch das Wasser war ursprünglich blau eingefärbt. Von der Bemalung, die 1981 nochmals erneuert worden war, waren bis zum Beginn der Restaurierung allerdings nur noch Spuren vorhanden. Heute ist das Modell einheitlich hellgrau gestrichen.